# Пи Водолея
Пи Водолея (лат. π Aquarii), 52 Водолея (лат. 52 Aquarii), HD 212571 — двойная звезда в созвездии Водолея на расстоянии (вычисленном из значения параллакса) приблизительно 472 световых лет (около 144 парсеков) от Солнца. Видимая звёздная величина звезды — от +4,87m до +4,42m. Орбитальный период — около 84,1 суток.

## Характеристики

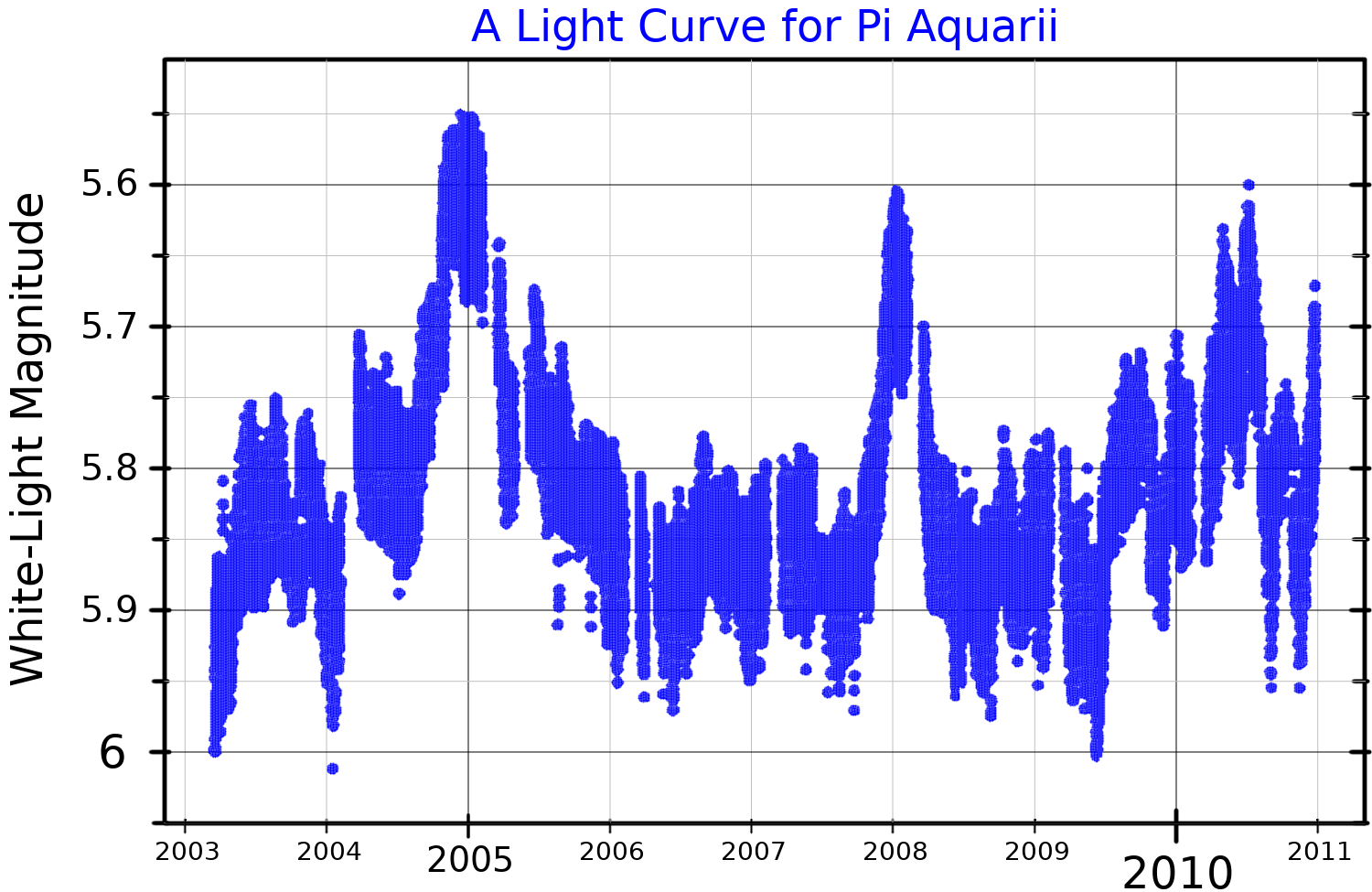
Кривая блеска для π Водолея

Первый компонент — бело-голубая эруптивная переменная Be-звезда типа Гаммы Кассиопеи (GCAS) спектрального класса B1Ve или B1III-IVe. Масса — около 10,7 солнечных, радиус — около 6,2 солнечных, светимость — около 7302 солнечных. Эффективная температура — около 23714 К. Она быстро вращается с предполагаемой скоростью вращения 215 км/с.
Второй компонент — белая звезда спектрального класса A или F. Масса — в среднем около 2,5 солнечных.
Звезда классифицируется как переменная звезда типа Гамма-Кассиопеи, а ее яркость варьируется от +4.45 до +4.71.Период изменчивости, 83,8±0,8 суток, почти совпадает с орбитальным периодом. π Водолея достаточно массивна, чтобы в будущем стать сверхновой.